# Grand siège de Malte
Vous lisez un « bon article » labellisé en 2013.
Pour les articles homonymes, voir Siège de Malte (homonymie).
Le grand siège de Malte a été mené par les Ottomans en 1565 pour prendre possession de l'archipel et en chasser l'ordre de Saint-Jean de Jérusalem. Malgré leur supériorité numérique, les Ottomans ne viennent pas à bout de la résistance des chevaliers et doivent lever leur siège après avoir essuyé de lourdes pertes. Cette victoire de l'Ordre assure sa présence à Malte et renforce durablement son prestige dans l'Europe chrétienne.
Cet épisode s'inscrit dans la lutte pour la domination de la Méditerranée entre les puissances chrétiennes, notamment l'Espagne, appuyées par les chevaliers de l'ordre de Saint-Jean de Jérusalem, et l'Empire ottoman. Les chevaliers sont installés depuis 1530 à Malte après avoir été chassés de Rhodes par les Turcs en 1522. Face aux activités de pirates des chevaliers qui harcèlent les navires ottomans en Méditerranée et pour s'assurer une base navale stratégique, Soliman le Magnifique décide d'envoyer son armée contre l'archipel.
Fin mai 1565, une importante force turque, sous les ordres du général Mustafa Pacha et de l'amiral Piyale Pacha, débarque à Malte et met le siège devant les positions chrétiennes. Les chevaliers de l'Ordre, appuyés de mercenaires italiens et espagnols, et par la milice maltaise, sont commandés par le grand maître de l'Ordre, Jean de Valette. Inférieurs en nombre, les défenseurs se réfugient dans les villes fortifiées de Birgu et de Senglea, dans l'attente d'un secours promis par le roi Philippe II d'Espagne. Les assaillants commencent leur siège par l'attaque du fort Saint-Elme qui commande l'accès à une rade permettant de mettre à l'abri les galères de la flotte ottomane. Les chevaliers parviennent néanmoins à tenir cette position durant un mois, faisant perdre un temps considérable et de nombreux hommes à l'armée turque. Au début du mois de juillet, le siège de Birgu et Senglea commence. Durant deux mois, malgré leur supériorité numérique et l'importance de leur artillerie, les Ottomans voient leurs attaques repoussées, avec de lourdes pertes. Début septembre, une armée de secours, menée par le vice-roi de Sicile, don García de Tolède, débarque à Malte et parvient à défaire l'armée turque, démoralisée par son échec et affaiblie par la maladie et le manque de nourriture.
La victoire des chevaliers de l'ordre de Saint-Jean de Jérusalem a un retentissement considérable dans toute l'Europe chrétienne : elle leur confère un immense prestige et renforce leur rôle de défenseur de la religion chrétienne face à l'expansionnisme musulman. Les fonds collectés à la suite de cette victoire permettent de relever les défenses de Malte et d'assurer la présence durable de l'Ordre sur l'île. Une nouvelle ville est également édifiée, en vue de défendre la péninsule de Xiberras contre un retour éventuel des armées turques. D'abord appelée Citta' Umilissima, elle prend ensuite le nom de La Valette, en hommage au grand maître de l'Ordre vainqueur des Ottomans.
La défaite ottomane, au-delà des pertes humaines, n'a pas eu de conséquences militaires directes importantes. Il s'agit cependant d'un des rares échecs de l'armée de Soliman, privant les Turcs d'une position stratégique qui leur aurait permis de lancer de nombreux raids en Méditerranée occidentale.

## Contexte
Chassés de Rhodes par les Turcs à la suite du siège de 1522, les Hospitaliers de l'ordre de Saint-Jean de Jérusalem recherchent un lieu de séjour fixe et indépendant leur permettant de continuer la guerre de course, dite corso, contre les Ottomans. Leur volonté d'indépendance vis-à-vis des puissances nationales (les membres de l'Ordre sont dispensés de prêter allégeance à leurs souverains respectifs) ne facilite pas leur recherche. Cependant, après la prise définitive d'Alger en 1529, l'empereur Charles Quint, inquiet de la montée de la puissance ottomane dans le bassin méditerranéen et soucieux de protéger Naples et la Sicile, qui font partie de ses possessions, leur offre de s'installer à Malte.
En effet, au début du XVIe siècle, la Méditerranée occidentale est pacifiée par les Espagnols au cours de la Reconquista. Ces derniers ont mené les prises de nombreuses places en Afrique du Nord : Mers el-Kébir (1504), Peñón de Vélez de la Gomera (1508), Oran (1509), Béjaïa (1510), Alger (1510) et Tripoli (it) (1510). Néanmoins, dans les décennies qui suivent, la situation se dégrade. Les frères Arudj et Khayr ad-Din Barberousse installés à Djerba (1510) disputent le Peñón d'Alger de 1516 à 1529 et infligent à l'Espagne ses premiers revers. Après avoir repris le Peñón face à la ville d'Alger (1529), ils prêtent même hommage au sultan ottoman dont les possessions menacent dès lors directement les côtes espagnoles. Malte prend ainsi toute sa valeur dans la lutte pour le contrôle de la Méditerranée. De leur côté, pour les chevaliers, il est vital de retrouver un rôle actif et un établissement stable pour éviter que ses membres ne se dispersent et de manière à conserver leur légitimité de défenseurs de la chrétienté.
Après de nombreuses hésitations et tractations résultant d'une méfiance mutuelle entre l'Ordre, soucieux de sa souveraineté, et l'Empereur, qui se méfie de leur lien avec la France, Charles Quint se rend aux pressions du pape Clément VII. Il signe à Bologne, le 24 mars 1530, le diplôme concédant à l’Ordre « en fief perpétuel, noble et franc, les villes, châteaux et îles de Tripoli, Malte et Gozo avec tous leurs territoires et juridictions » en échange d'un faucon chasseur offert à chaque Toussaint au vice-roi de Sicile et l'engagement de ne pas prendre les armes contre l'Empereur. Les chevaliers finissent par accepter l'offre de l'Empereur, y compris la ville de Tripoli, prise par les Espagnols en 1510,.
Le 26 octobre 1530, les Hospitaliers de l'ordre de Saint-Jean de Jérusalem avec, à leur tête, Villiers de L'Isle-Adam débarquent à Malte et prennent possession de l'île, à charge pour eux de défendre l'archipel, qui verrouille l'accès entre les parties occidentale et orientale de la Méditerranée et qui contrôle l'accès du Sud de la péninsule italienne par l'Afrique du Nord.
Les Hospitaliers ne sont guère enchantés de leur installation sur cette île aride presque dépourvue d'arbres et de ressources. Ils délaissent la capitale, Mdina, située au centre des terres pour s'installer sur la côte nord, dans le port de Borgho, aujourd'hui Birgu, au centre de la vaste baie de Marsa, appelée aujourd'hui le « Grand Port » et défendue par le fort Saint-Ange. Ils commencent alors à élever des défenses autour de Birgu, en même temps qu'ils continuent leur lutte contre les Ottomans en Méditerranée.

### Lutte contre les Ottomans

L'Empire ottoman et ses vassaux aux.

En 1535, les Hospitaliers de l'Ordre participent à la prise de Tunis par Charles Quint. Ils poursuivent leur corso contre les navires ottomans, à laquelle répond un harcèlement similaire de la part de nombreux corsaires liés à l'Empire ottoman, comme le célèbre Dragut. Ce type de guerre, spécifique à la Méditerranée, est l'activité de prédation maritime qui s’opère entre chrétiens et musulmans, du milieu du XVe siècle jusqu'au milieu du XVIIe siècle, activité située entre la course et la piraterie, sous prétexte de guerre sainte. Les prises réalisées alimentent les finances de l'Ordre et permettent les travaux menés à Malte en vue de sa protection. En 1550, les Hospitaliers incendient la ville de Mahdia, repaire des navires corsaires de Dragut. En représailles, ce dernier débarque à Malte en juillet 1551 et dévaste l'île. Birgu étant trop bien défendue, après un échec devant Mdina, Dragut et Sinan Pacha ravagent l'île de Gozo puis se dirigent alors vers Tripoli qui tombe le 14 août. Sous le commandement de Jean de Valette, capitaine général de la flotte en 1554 puis nouveau grand maître élu en 1557, les galères de l'Ordre harcèlent plus que jamais les navires musulmans. Si l'expédition pour reprendre Tripoli se solde par un échec retentissant devant Djerba en 1559, confirmant la supériorité de la marine turque, les forces chrétiennes réussissent néanmoins la prise de Peñón de Vélez de la Gomera en 1564. Cette même année, le capitaine Mathurin Romegas affronte et capture une caraque ottomane fortement armée et chargée d'une riche cargaison à destination de proches de Soliman. Ce dernier fait d'armes décide Soliman à lancer une expédition contre Malte pour en finir avec les corsaires de l'Ordre.

### Installation à Malte

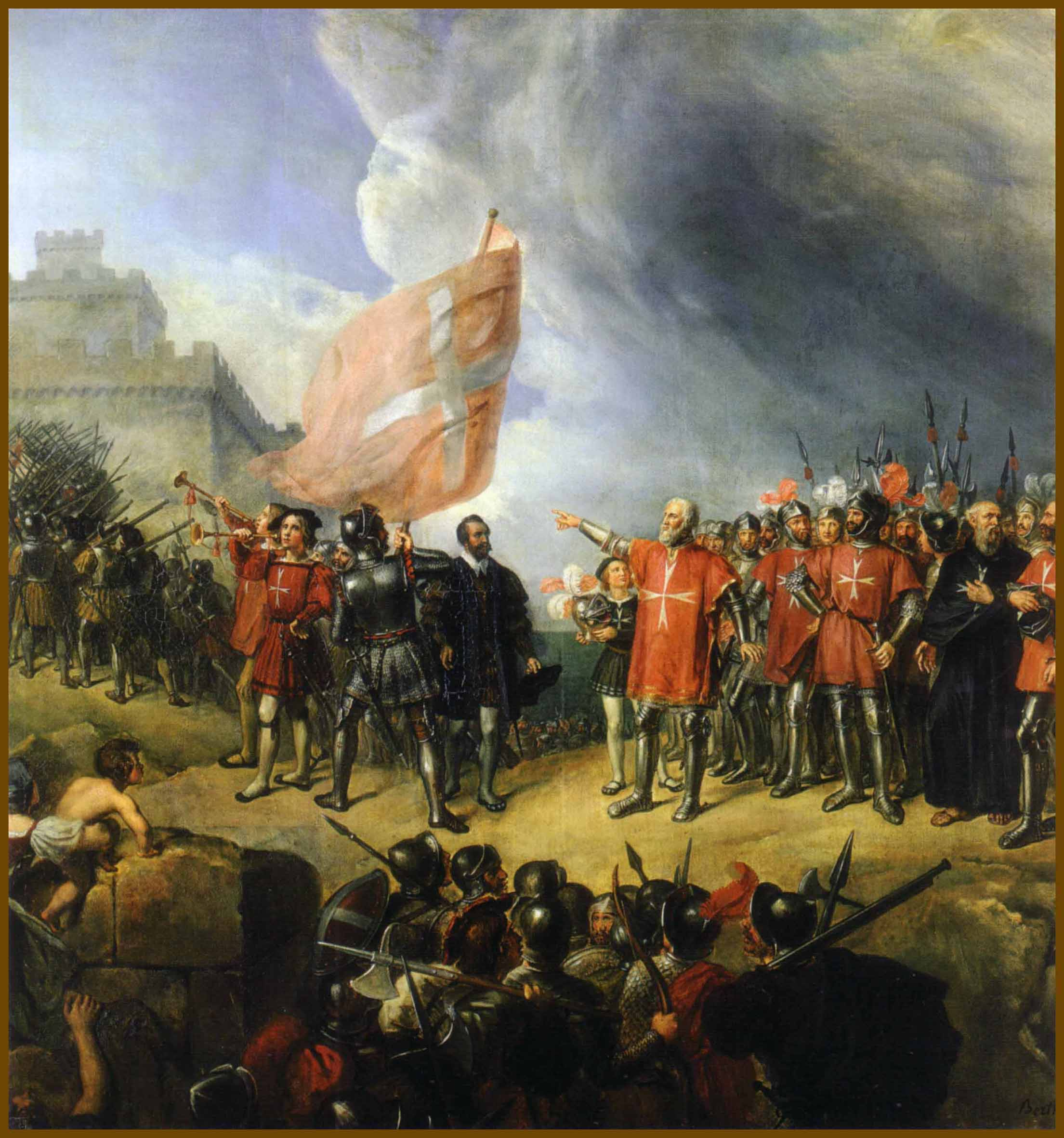
Philippe de Villiers de l'Isle-Adam prend possession de l'île de Malte, le 26 octobre 1530 (1839) par René Théodore Berthon (1776–1859). Salles des Croisades, château de Versailles.

Les activités navales des Hopitaliers ont commandé leur installation sur la côte nord de l'île de Malte. Là s'étendent deux grandes rades naturelles, celle de Marsamxett et celle de Marsa (aujourd'hui le Grand Port), séparées par une presqu'île rocheuse, la péninsule de Xiberras. Villiers de l'Isle-Adam, conscient de la situation privilégiée de la péninsule dominant les deux rades, envisage un temps d'y établir les activités de l'Ordre mais les fonds manquent pour une telle entreprise. Les chevaliers s'installent donc dans la bourgade existante de Birgu, sur une presqu'île de l'autre rive de la baie de Marsa, qu'ils s'attachent à fortifier. La péninsule de Birgu est déjà défendue à son extrémité par le château Saint-Ange qui est alors renforcé. Sous le gouvernement du grand maître Juan de Homedes, dans les années 1540, de nouveaux travaux sont entrepris : Birgu est renforcée de nouveaux bastions, le fort Saint-Michel est établi au sud de Birgu pour en interdire l'accès et enfin le fort Saint-Elme est édifié à l'extrémité de la péninsule de Xiberras pour interdire l'accès de la rade de Marsamxett. Claude de La Sengle, successeur de Homedes, développe et fortifie la péninsule située au sud de Birgu, renforçant notamment le fort Saint-Michel. En son honneur, la péninsule prend le nom de Città Senglea,. Néanmoins, si les Hospitaliers de l'Ordre s'attellent à la protection de l'île dès leur arrivée, et encore plus, après le raid de Dragut sur l'archipel en 1551, ils continuent de penser à un retour à Rhodes et n'envisagent pas une installation à long terme à Malte.

### Décision turque d'attaquer Malte

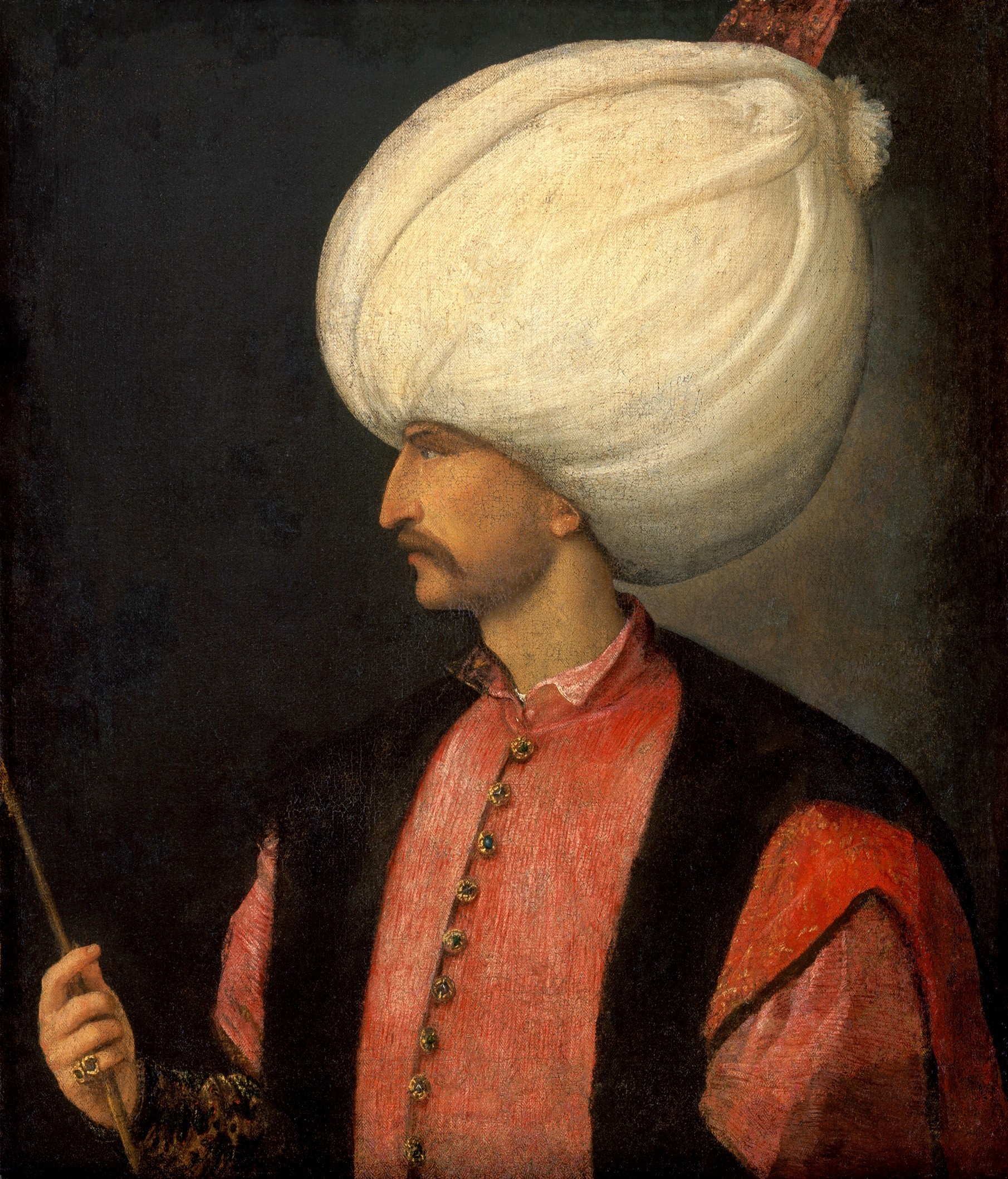
Soliman le Magnifique.

La prise par Romegas de la caraque armée par Kustir Aga, chef des eunuques noirs du sérail, fait grand bruit à Constantinople et dans l'entourage du sultan, le poussant ainsi à intervenir pour débarrasser la Méditerranée des corsaires chrétiens. Soliman le Magnifique garde à l'esprit la situation stratégique de Malte, avec ses vastes ports bien abrités, au centre de la Méditerranée, dans l'optique d'une éventuelle conquête de la Sicile et du Sud de l'Italie. La question est débattue pour la première fois lors d'un conseil militaire en octobre 1564. Les conseillers militaires soulignent néanmoins la difficulté d'une telle entreprise et notamment la différence entre Malte et Rhodes, prise à l'ordre de Saint-Jean de Jérusalem en 1522. Située à proximité de la côte turque et riche en ressources agricoles, il était facile, à Rhodes, de pourvoir aux besoins d'une armée de siège, contrairement à Malte, aride et isolée. Conjuguée à l'impossibilité d'un ravitaillement extérieur du fait des tempêtes qui balayent la Méditerranée dès l'automne, cette situation impose de déplacer l'armée et de vaincre, ou d'être vaincu, en moins de six mois. Certains suggèrent alors d'autres objectifs comme La Goulette ou Peñón de Vélez de la Gomera, ou encore la Hongrie voire directement la Sicile. La situation géographique stratégique de Malte, comme avant-poste d'une potentielle poussée vers l'ouest, en fait néanmoins l'objectif privilégié de Soliman. Les généraux Mustafa Pacha, chef de l'armée, et Piyale Pacha, chef de la marine, approuvent finalement l'idée de leur souverain qui décide de lancer le siège de Malte au printemps de l'année suivante. Les préparatifs de cette expédition démarrent alors dans les arsenaux de Constantinople.

## Préparatifs

### Armée turque
Une fois la décision d'attaquer Malte prise au plus haut niveau de l'État, l'armée ottomane rassemble ses forces sous l'autorité de Mustafa Pacha et de l'amiral Piyale Pacha auxquels Soliman a confié le commandement bicéphale de l'expédition. Si Mustafa Pacha reçoit la direction de la campagne, Piyale, commandant en chef de la flotte, conserve la haute main sur l'ensemble des opérations navales. Durant tout l'hiver 1564-1565, les préparatifs se poursuivent tant pour le rassemblement des troupes qu'en ce qui concerne leur équipement. Informé de la faiblesse relative des défenses de l'île, et limité par la question de l'approvisionnement d'une armée trop nombreuse, Soliman décide de n'engager qu'environ 30 000 de ses soldats dans l'expédition (sans compter les esclaves, marins, galériens et surnuméraires affectés au ravitaillement). Il s'agit cependant là de l'élite de l'armée ottomane avec notamment 6 000 janissaires et 9 000 sipahis,,,.
Pour compléter les effectifs de son armée, Soliman invite Dragut et ses pirates, Hassan pacha d'Alger, et Uludj Ali, gouverneur d'Alexandrie à se joindre à l'expédition. Cette multiplicité de chefs, tous de grande valeur, comporte néanmoins un revers, celui de contribuer à l'éclatement du commandement de l'opération, ce qui complique les prises de décisions de l'état-major tout au long du siège. Pour transporter l'ensemble de l'armée et son approvisionnement, une armada d'environ 200 navires est apprêtée, formée essentiellement de galères. En plus des hommes, les navires emportent notamment 80 000 boulets, 15 000 quintaux de poudre à canon et 25 000 quintaux de poudre à destination des armes à feu des soldats (arquebuses, mousquets et autres). La flotte quitte Constantinople au début du mois d'avril 1565 à destination de Malte.

### Défense de Malte

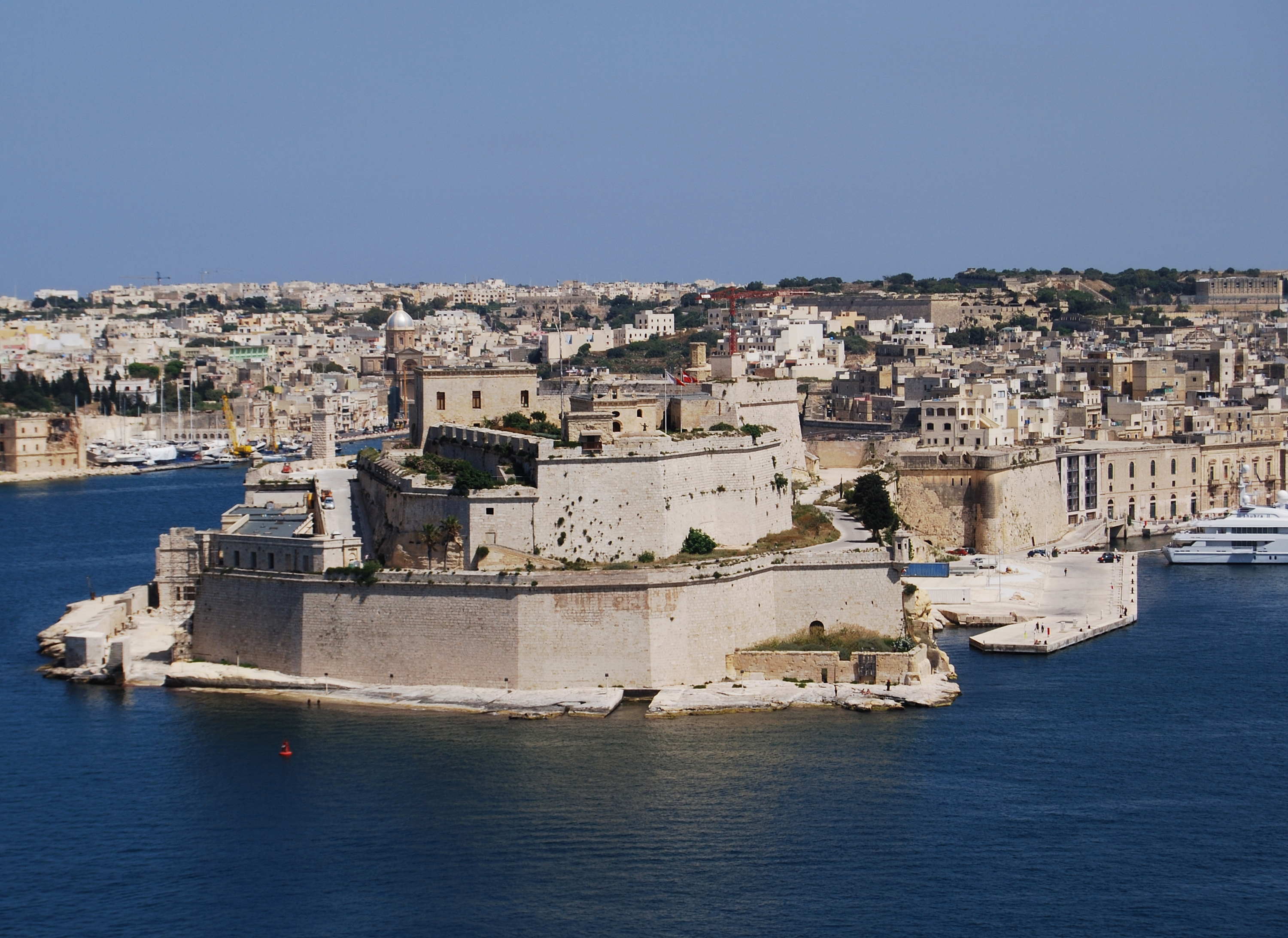
Le fort Saint-Ange, à l'extrémité de Birgu, en 2009.

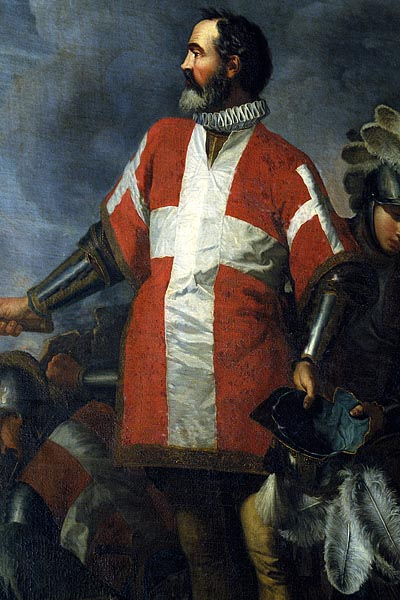
Jean de Valette.

Des préparatifs d'une telle ampleur ne passent pas inaperçus pour les observateurs étrangers installés à Constantinople. La destination leur en reste néanmoins hypothétique. En janvier 1565, l'ambassadeur français à Constantinople rapporte cependant à Catherine de Médicis les rumeurs qui destinent la flotte à une attaque de Malte. Philippe II, quant à lui, en est informé par don Garcia de Tolède. Plus tôt, d'autres avis ont déjà alerté le grand maître Jean de Valette du danger qui menace l'île et ce dernier a battu le rappel des membres de l'Ordre à travers l'Europe. Sur l'île, les fortifications sont renforcées, les fossés élargis et de larges quantités de poudre et de nourriture sont accumulées dans les caves du château Saint-Ange. Les chevaliers tirent également parti de la stérilité de Malte pour ne fournir aucune ressource aux assaillants : les récoltes sont soit moissonnées soit détruites, et les puits sont empoisonnés. Si le couvent de l'Ordre, installé à Birgu, est largement protégé par les eaux et le château Saint-Ange, les défenses situées du côté de la terre sont bien plus faibles et largement constituées de levées de terre. La situation est similaire à Senglea. La défense de Mdina est confiée à sa garnison de miliciens sous les ordres d'un chevalier portugais, dom Mesquita, le gros des forces étant concentré à Birgu et Senglea. La cavalerie est cantonnée à Mdina, en vue de lancer des raids sur l'arrière des armées turques.
Les forces de l'Ordre comptent environ 600 chevaliers, 1 200 mercenaires italiens et espagnols, ainsi qu'environ 3 000 à 4 000 soldats de la milice maltaise,,. Des esclaves des galères et des résidents grecs de l'île portent les effectifs à environ 6 000 ou 9 000 hommes, dont moins de la moitié sont des professionnels,.
Parallèlement à ces préparatifs sur place, Valette est très actif sur le plan diplomatique et il sollicite l'aide de nombreux monarques européens. Ceux-ci sont néanmoins globalement peu intéressés par la situation de Malte et de ses chevaliers : l'empereur Maximilien est déjà aux prises avec les Turcs aux portes de son empire, la France de Charles IX est déchirée par les guerres de religion et se sent peu concernée de ce qui se passe en Méditerranée et l'Angleterre d'Élisabeth Ire d'Angleterre a rompu avec le pape et la religion catholique, et confisqué les biens de l'Ordre. En Italie, la plupart des principautés sont sous dépendance espagnole et les États indépendants de Venise et de Gênes, dans le souci de préserver leurs intérêts commerciaux en Méditerranée, ne sont guère portés à prêter assistance à l'Ordre. Parmi les puissances susceptibles d'apporter une aide aux chevaliers de Saint-Jean de Jérusalem ne restent guère que le Saint-Siège et l'Espagne. Le pape fait finalement parvenir une aide financière mais aucune des troupes demandées par l'Ordre. Seul Philippe II, dont les possessions de Sicile et les côtes seraient directement menacées en cas de chute de Malte, promet l'envoi de 25 000 hommes en renfort, à charge pour le vice-roi de Sicile, García de Tolède, d'organiser les secours,.

## Le grand siège:maiàseptembre 1565
Le vendredi 18 mai 1565, les galères turques arrivent en vue de l'île dont ils commencent à repérer les côtes. Valette envoie immédiatement un message d'alerte annonçant le début du siège et demande son aide au vice-roi de Sicile. Le 18 au soir, après avoir fait le tour de l'île par le Sud, le gros de la flotte s'ancre dans la Għajn Tuffieħa à l'ouest. Le 19 mai, les premières galères entrent dans la baie de Marsaxlokk, au sud-est de Malte, où elles commencent à débarquer les troupes. Après quelques escarmouches entre les éclaireurs de l'armée turque et la cavalerie chrétienne commandée par le maréchal Copier, devant l'inégalité des forces en présence, la stratégie qui s'impose aux forces des chevaliers de l'ordre de Saint-Jean de Jérusalem est de résister le plus longtemps possible dans leurs forteresses. Les dernières dispositions sont donc prises pour soutenir un siège de longue durée et la crique des galères est fermée du côté de la mer par une longue chaîne tendue entre le fort Saint-Ange et Senglea.

### Stratégie turque

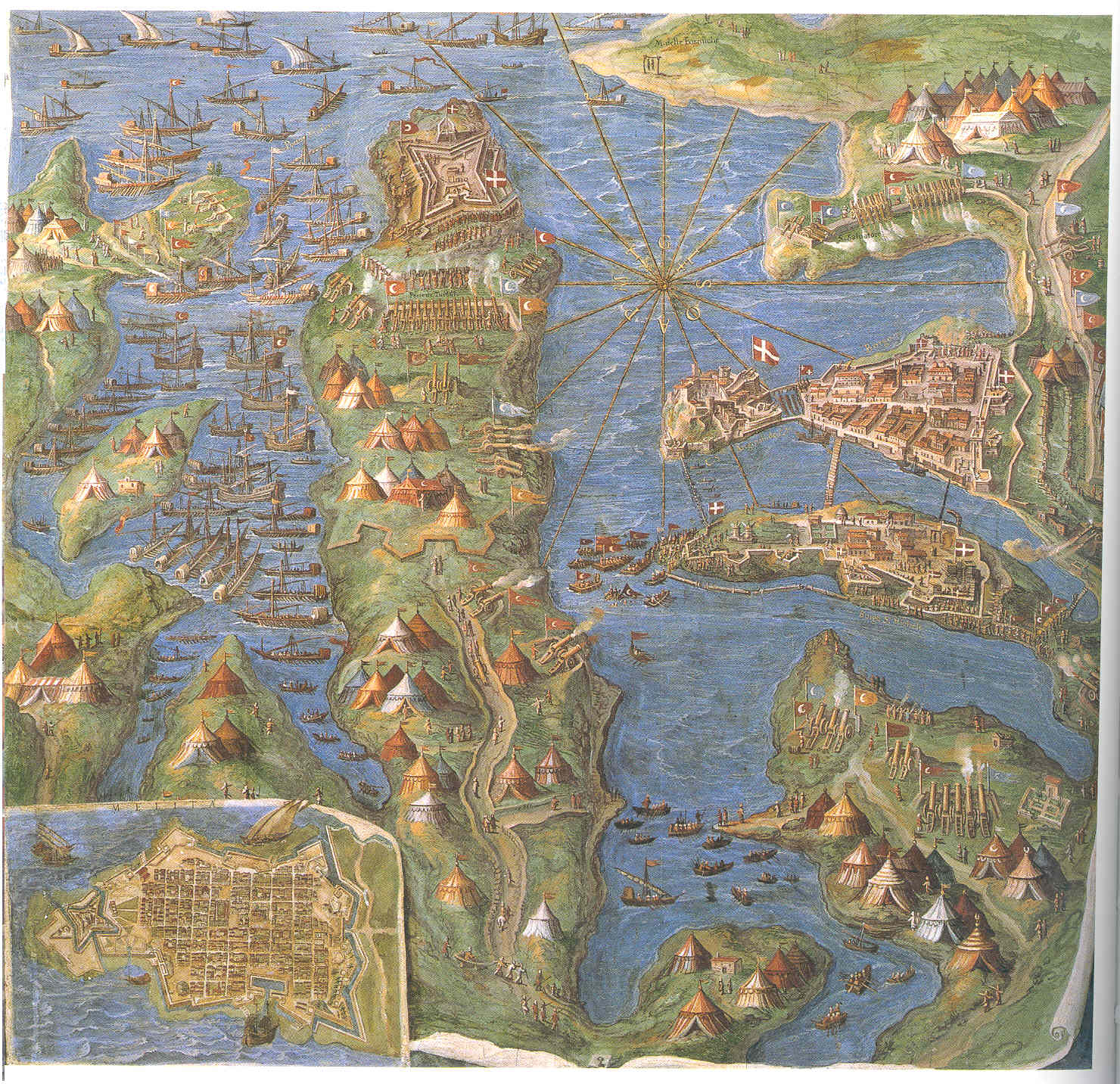
Le siège de Malte, peinture d'Egnazio Danti, XVIe siècle, Musées du Vatican. Au centre, la péninsule de Xiberras, dont la colline est occupée par l'artillerie turque. À l'extrémité de la péninsule, le fort Saint-Elme en forme d'étoile, toujours tenu par l'ordre de Saint-Jean de Jérusalem. Sur la droite, de l'autre côté de la baie de Marsa, se trouve le château Saint-Ange (marqué par une grande bannière) relié à la cité de Birgu. Sous Birgu, dont ils sont séparés par la crique des galères, Senglea et le fort Saint-Michel également tenus par les chevaliers. Au-dessus de Birgu, la péninsule de Kalkara où les Turcs installent une batterie.

Les galères turques débarquent environ 30 000 hommes, à Malte. Ceux-ci se rendent rapidement maîtres de tout le Sud de l'île. Ils établissent rapidement leur camp sur les hauteurs qui dominent la baie de Marsa et mettent aussitôt le siège devant Birgu. Dès le 21 mai, les Ottomans lancent un premier assaut contre le bastion tenu par les chevaliers de la langue de Castille, dit « bastion de Castille », point désigné comme le plus faible des fortifications par les prisonniers chrétiens capturés lors des premiers jours, assaut qui se solde par un échec. Le 22 mai, le conseil de guerre turc se réunit pour décider de la stratégie à adopter, bien que Dragut ne soit pas encore arrivé. Deux positions s'affrontent. D'un côté, Mustafa Pacha, général des armées à terre, souhaite se rendre d'abord maître de l'ensemble de l'île et de Gozo et établir un blocus complet de Malte pour empêcher l'arrivée de tout renfort. De l'autre côté, Piyali, amiral de la flotte, souhaite d'abord fournir un abri sûr à ses navires, exposés aux vents dans la baie de Marsaxlokk. Il préconise de prendre en premier lieu le fort Saint-Elme qui commande à la fois l'entrée de la baie de Marsa et de la rade de Marsamxett, où les galères pourront s'abriter. La prise de Saint-Elme permettrait également de lancer des assauts sur Birgu depuis la mer. Devant l'insistance de Piyali, le second parti l'emporte. Mustafa Pacha ordonne alors le transport de l'artillerie depuis la baie de Marsaxlokk sur les hauteurs de la colline de Xiberras pour bombarder le fort. Cette stratégie permet néanmoins aux chevaliers de continuer à renforcer les défenses de Birgu et Senglea dans l'attente de l'assaut principal,.

### Bataille du fort Saint-Elme:24 mai-23 juin
Le fort Saint-Elme est construit sur la colline de Xiberras, à l'extrémité mer de la péninsule qui sépare la baie de Marsa de la rade de Marsamxett. Sa garnison, en vue du siège, s'élève à 300 hommes, sous les ordres du bailli de Saint-Elme, Luigi Broglia. Informé de la stratégie turque, le grand maître fait renforcer la garnison de Saint-Elme, par environ 70 chevaliers et 200 enrôlés sous le commandement du chevalier Pierre de Massue-Vercoyran, dit « colonel Mas ». Il est renforcé, du côté de la terre, par un ravelin qui défend son entrée et, du côté de la mer, par un cavalier, emplacement surélevé servant de plate-forme pour les canons.

#### Installation des Ottomans et début du siège du fort
Les Ottomans prennent place sur la péninsule de Xiberras sur laquelle se dressera plus tard la ville de La Valette. Le 24 mai, l'artillerie est en place et le siège de Saint-Elme commence. Au même moment, Jean de Valette reçoit une réponse du vice-roi de Sicile qui lui demande du temps pour rassembler une armée de secours et refuse de lui envoyer des renforts de faible importance. Alors que les remparts se dégradent sous l'effet du bombardement continu des Ottomans, la garnison du fort est encore renforcée et les assiégés tentent quelques sorties pour freiner l'avancée des fantassins turcs. Durant les premiers jours du siège, les forces turques sont encore renforcées par les arrivées successives du gouverneur d'Alexandrie et du corsaire Dragut. Ce dernier désapprouve la stratégie adoptée en son absence de démarrer par l'attaque de Saint-Elme ; d'autant que les éléments de cavalerie réfugiés dans Mdina harcèlent constamment les forces turques à la recherche de vivres dans l'île. Néanmoins, l'affaire étant largement engagée, il se résout à poursuivre l'attaque de Saint-Elme. Il fait cependant installer de nouvelles batteries, notamment sur la pointe Sottile, située en face de Saint-Elme sur l'autre rive de la baie de Marsa où sera construit plus tard le fort Ricasoli, afin de couper les communications entre Birgu et Saint-Elme, de même que sur la pointe de Tigné (en), sur l'autre rive de la rade de Marsamxett,.

#### Premiers succès turcs et résistance des chevaliers

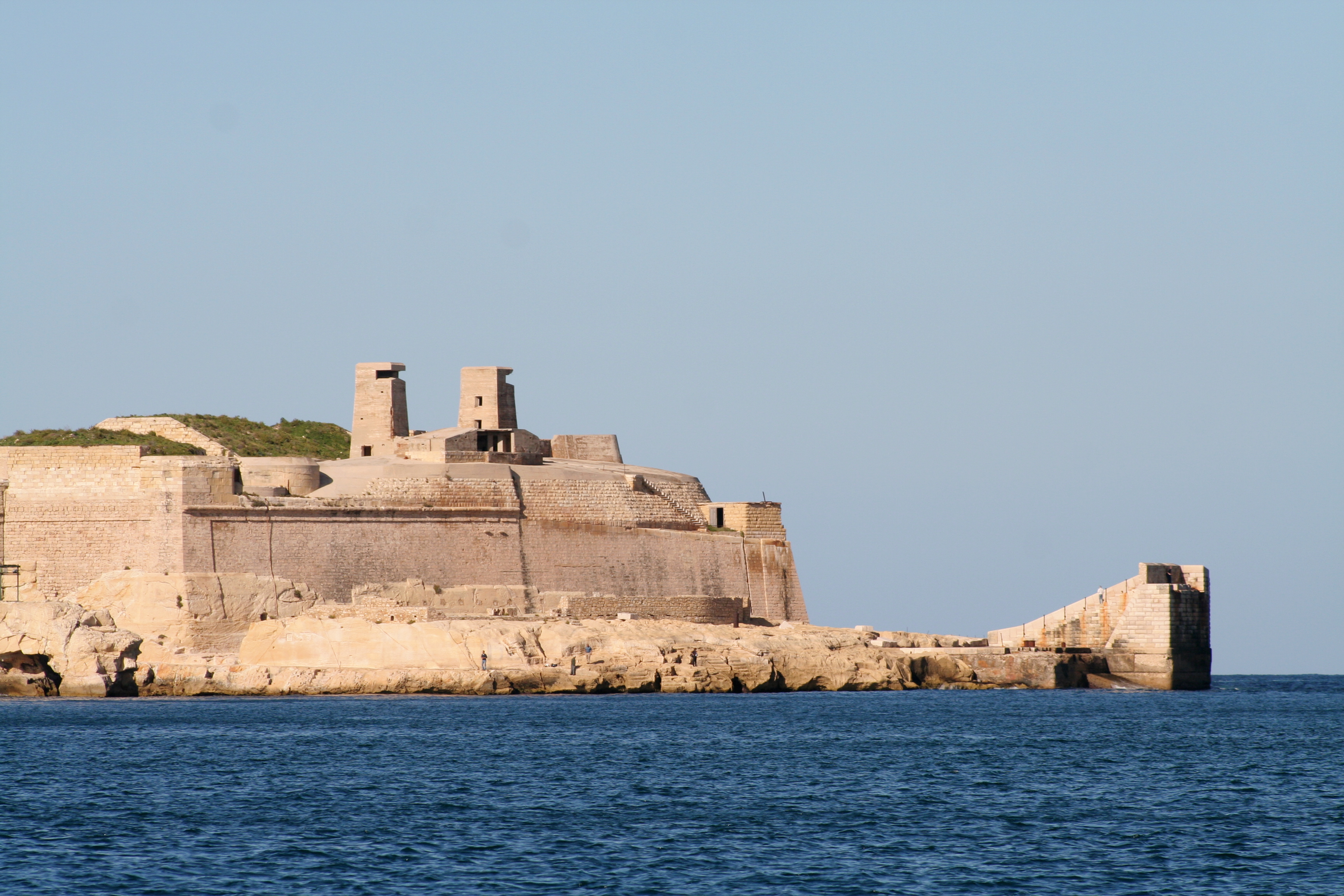
Le fort Saint-Elme, à l'extrémité de la péninsule de Xiberras en 2008.

Le soir du 3 juin, les janissaires s'emparent par surprise du ravelin qui défend l'entrée de Saint-Elme et manquent de justesse de pénétrer dans le fort, arrêtés au dernier moment par l'abaissement de la herse. L'assaut sur le fort se poursuit néanmoins toute la nuit et la journée du lendemain. Les assiégés parviennent à repousser les assaillants turcs en leur infligeant de lourdes pertes, grâce notamment à leurs armes incendiaires, grenades, feux grégeois et « cercles de feu », cerceaux entourés d'une bourre inflammable lancés enflammés du haut des remparts et qui permettent de mettre le feu aux assaillants. Les renforts nocturnes assurent le renouvellement des troupes de défense de Saint-Elme, le passage de renforts de jour étant rendu impossible par l'installation de la batterie de la pointe Sottile.
Le 7 juin, les janissaires tentent un nouvel assaut des murailles du fort. À la suite de cet assaut, devant l'état de délabrement du fort soumis à un feu incessant et l'épuisement de ses défenseurs, les commandants du fort envoient une ambassade au grand maître pour demander à l'évacuer et à le faire sauter. Valette refuse et leur demande de tenir encore, dans l'espoir d'une arrivée rapide des renforts venus de Sicile. Un message reçu les jours précédents fixait la date du 20 juin pour l'arrivée potentielle des renforts. Le 8 juin, les assauts turcs se poursuivent et le désespoir de certains défenseurs est tel qu'une partie signe une pétition pour demander au grand maître une évacuation immédiate. Ce dernier, furieux, envoie trois commissaires chargés d'évaluer l'état du fort. L'un d'eux, le chevalier napolitain Costantino Castriota, ne voit pas la situation si désespérée et se porte volontaire, avec une centaine d'hommes pour renforcer la garnison du fort le matin du 10 juin. Cet exemple ainsi qu'une lettre méprisante du grand maître offrant à ceux qui le souhaitent de se réfugier à Birgu, décide l'ensemble des défenseurs à rester à Saint-Elme,.
Le 10 juin, deux galères de l'Ordre, amenant de Syracuse quelques renforts, notamment les chevaliers qui n'avaient pu rejoindre Malte avant le début du siège, tentent de gagner Birgu. Elles en sont empêchées par le blocus de la flotte turque. Dans la crainte de l'arrivée de renforts plus importants, Dragut et Piali décident de renforcer la surveillance des côtes par une centaine de navires. La cavalerie du maréchal Copier ayant détruit la batterie de la pointe Sottile, Dragut décide de la rétablir et de la renforcer pour empêcher définitivement les communications entre Birgu et Saint-Elme. Il envoie un important corps de troupe pour s'y installer pendant qu'une nouvelle canonnade pilonne le fort. Convaincu de l'épuisement des défenseurs de Saint-Elme et excédé par la résistance du fort qui tient toujours depuis le début du siège, Mustafa décide de lancer dans la nuit du 10 au 11 juin un nouvel assaut qu'il espère final, mené par Aga, le chef des janissaires. À l'aube, l'assaut est finalement repoussé et les assaillants se replient. Assauts et bombardements se poursuivent au cours des journées suivantes. Le 15 juin, Mustafa propose aux assiégés de se rendre en échange de la vie sauve, proposition refusée par les défenseurs du fort. Le 16 juin, les galères ottomanes se joignent au pilonnage du fort, ajoutant aux batteries de terre, le feu de leurs canons, disposés depuis la mer. Ce bombardement est suivi d'un nouvel assaut qui se solde par un échec et une retraite ordonnée à la tombée de la nuit.

#### Isolement et chute de Saint-Elme

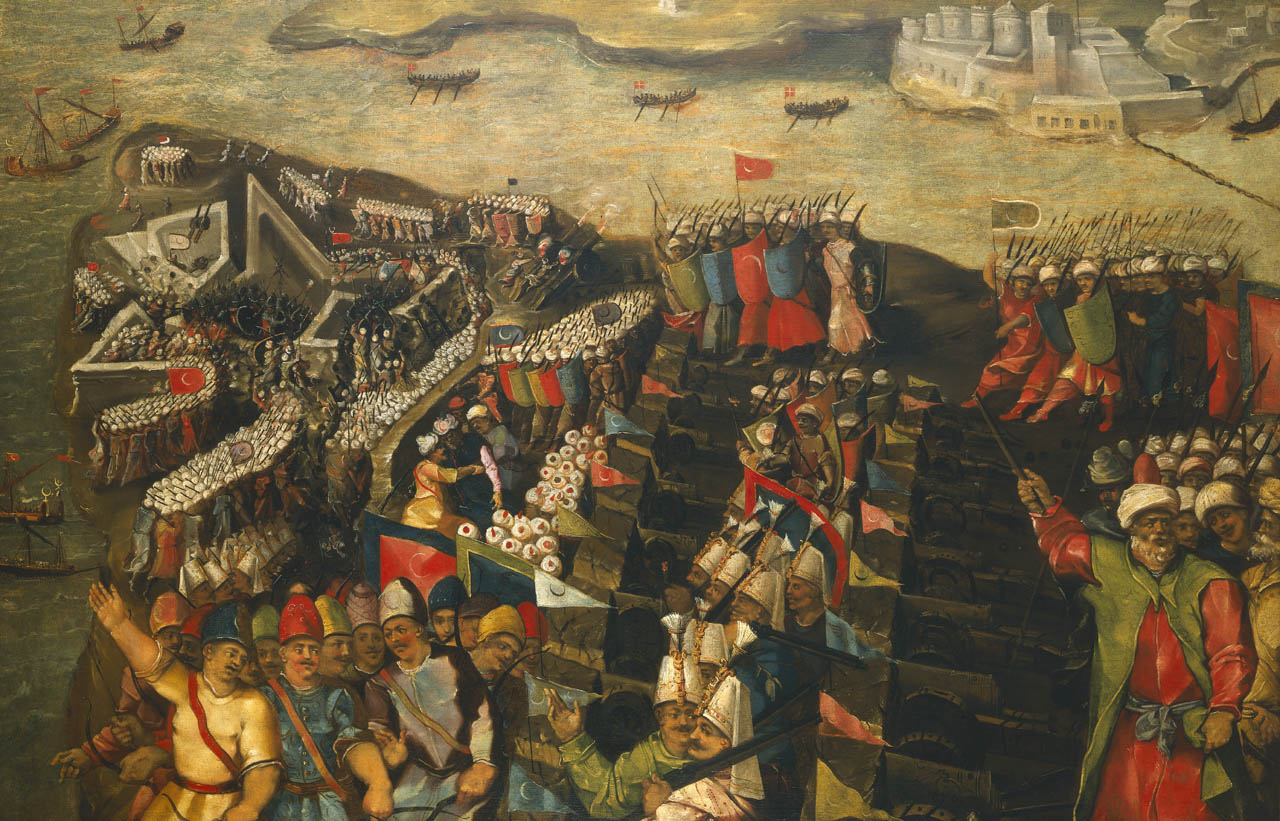
Le siège de Malte, capture de Saint-Elme, fresque du XVIe siècle par Matteo Perez d'Aleccio.

Le 17 juin, les officiers turcs tiennent un nouveau conseil de guerre. Ils décident de prendre de nouvelles mesures pour neutraliser la batterie sud de Saint-Elme, qui cause de nombreuses pertes parmi leurs troupes à chaque assaut, et pour empêcher définitivement le passage de renforts de nuit vers Saint-Elme. Pour cela, une nouvelle batterie d'artillerie est élevée sur la péninsule de Kalkara, face à Saint-Elme, et une muraille de pierre et de terre est élevée face au château Saint-Ange, pour mettre à l'abri les arquebusiers turcs qui peuvent alors tirer sur les chaloupes de transport de troupes. Au cours des préparatifs de mise en œuvre de ces dispositions, Dragut est mortellement atteint par un éclat d'obus le 18 juin. Les dispositions prises rendent néanmoins rapidement impossible tout nouveau renforcement de la garnison, de même que son éventuelle évacuation.
Les troupes ottomanes continuent en parallèle à se rapprocher du fort. Le 21 juin, les janissaires, appuyés par la batterie située à l'extrémité de la pointe de Tigné, parviennent à s'emparer du cavalier du fort et peuvent maintenant maintenir l'arrière du fort sous le feu de leurs arquebusiers. Le 22 juin a lieu un nouvel assaut, meurtrier pour les deux parties, sans que les Ottomans ne parviennent à investir le fort. Le grand-maître tente de faire parvenir des renforts à Saint-Elme, sans succès. Le cavalier aux mains des Ottomans, leurs galères peuvent enfin franchir l'entrée de la rade de Marsamxett, objectif initial pour la prise du fort Saint-Elme. Le matin du 23 juin, veille de la Saint-Jean, fête patronale de l'Ordre, l'armée turque lance un dernier assaut sur le fort. Les défenseurs ne sont plus qu'une poignée qui résiste encore quelques heures avant de voir le fort investi par les troupes ottomanes. Un chevalier de la langue d'Italie allume sur la muraille le signal indiquant la fin du fort. Du côté des assiégés, plus de 1 500 hommes dont environ 120 chevaliers de l'ordre de Saint-Jean de Jérusalem sont morts pour sa défense. Ce fort, que les ingénieurs militaires turcs avaient annoncé pouvoir prendre en quelques jours de siège a tenu près de cinq semaines et coûté plus de 8 000 hommes et 18 000 salves de canons à une des armées les plus aguerries de son époque. Mustafa, à la tête de son état-major peut enfin pénétrer dans le fort Saint-Elme,.

### Déplacement et réorganisation des combats:24 juin-4 juillet

Carte de situation des principaux théâtres d'opération lors du grand siège de Malte en 1565.

Après la chute du Saint-Elme, Mustafa fait décapiter et mutiler les cadavres des chevaliers qu'il fait jeter à la mer. Pour les chefs du fort, il fait placer leurs têtes sur des piques tournées vers Birgu. Devant les cadavres mutilés de chevaliers qui s'échouent à Birgu amenés par la marée, Jean de Valette fait décapiter tous les prisonniers turcs capturés par le maréchal Copier, et envoyer leurs têtes dans les lignes ennemies en guise de boulets de canon. Chaque camp réaffirme ainsi sa détermination dans l'engagement qui s'annonce,. Les deux parties prennent alors leurs dispositions pour la suite des opérations.
Du côté des Turcs, Mustafa fait déplacer les canons des collines de la péninsule de Xiberras vers les hauteurs de Corradino et du mont Sainte-Marguerite, qui entourent les péninsules de Birgu et Senglea. Les Ottomans renforcent leurs positions en créant des tranchées et en élevant des murs pour prévenir les sorties des assiégés. À la fin du mois de juin, 112 pièces d'artillerie dont 64 de gros calibre sont prêtes à bombarder les deux péninsules tenues par les chevaliers. De son côté, Valette a fait renforcer les garnisons de Birgu et Senglea par cinq compagnies amenées de Mdina. Les vivres sont encore abondants dans les positions assiégées et celles-ci bénéficient en outre d'une source naturelle jaillissant dans Birgu même. Dans un discours à ses troupes, le grand maître insiste sur la pénurie de provisions et de munitions chez les assaillants, touchés en outre par la maladie du fait de l'empoisonnement des sources de l'île.
Durant tout le siège de Saint-Elme, le vice-roi de Sicile, don Garcia de Tolède, hésite à engager ses troupes pour la défense de Malte. L'attaque de Malte pouvant n'être qu'un préliminaire à une invasion future du sud de l'Italie, il craint d'affaiblir la Sicile en envoyant des troupes, potentiellement en pure perte pour la sauvegarde hypothétique de Malte. De même, il craint de devoir répondre devant Philippe II d'Espagne de la perte de galères espagnoles dans une confrontation avec l'armada turque. Par prudence, il cherche donc à retarder l'engagement de ses troupes en fonction de l'évolution de la situation à Malte. Philippe II lui avait par ailleurs formellement ordonné de ne pas engager témérairement ses armées. Sur l'insistance du grand maître et poussé par les chevaliers de l'Ordre qui n'avaient pu rejoindre l'île avant le début des combats, don Garcia se résout à laisser partir quatre galères à la fin du mois de juin, avec à leur bord environ 700 hommes dont 42 chevaliers et un détachement de 600 fantassins de l'infanterie espagnole commandé par le chevalier Melchior de Robles. Le commandement de la flotte est confié à Juan de Cardona (es). La troupe débarque sur l'île durant la nuit du 29 juin et parvient, par des routes détournées, à contourner les lignes ennemies et à rejoindre Birgu par la crique de Kalkara. Le piccolo soccorso (« le petit renfort ») arrive à point pour renforcer les défenses de Birgu et le moral des assiégés,.
Le lendemain, 30 juin, Mustafa décide de proposer à Valette une reddition, avec la vie sauve et le passage vers la Sicile en échange de l'abandon de Malte. Son offre est refusée par le grand maître,.
Mustafa ordonne alors de transporter, par la terre, des galères de la rade de Marsamxett à celle de Il-Marsa, évitant ainsi les canons du château Saint-Ange. Cette manœuvre lui permet d'attaquer Senglea à la fois par la mer et par la terre en concentrant ses attaques sur le fort Saint-Michel, supposé le plus faible après Saint-Elme. Une fois Senglea tombée, les forces ottomanes pourraient alors attaquer Birgu et fort Saint-Ange sur tous les fronts. Mis au courant de ces intentions par un officier déserteur de l'armée turque, Valette répond en faisant construire un barrage côtier à l'aide de pieux enfoncés dans la mer, reliés par une chaîne de fer, et édifier un ponton entre Birgu et Senglea pour faciliter la communication entre les deux positions.

### Siège de Birgu et Senglea: 5 juillet - 7 septembre

#### Début du siège et premier assaut général du 15 juillet

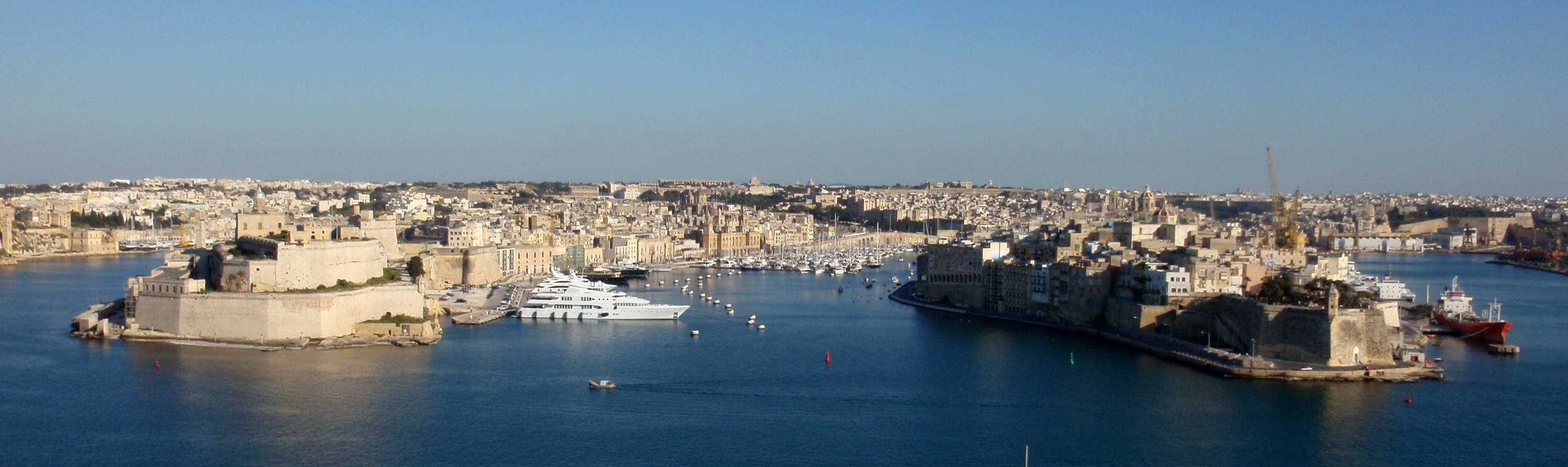
Vue sur Birgu (à gauche) et Senglea (à droite) depuis l'autre rive du Grand Port (2011).

Le 5 juillet, les canons de l'armée ottomane ouvrent le feu sur l'ensemble des positions chrétiennes, qu'ils encerclent de toutes parts. Au même moment, afin de préparer l'attaque des galères par la mer, les meilleurs nageurs de l'armée turque sont envoyés avec des haches pour tenter de briser le barrage construit par les défenseurs le long des côtes de Senglea. Ils sont repoussés par des Maltais armés de couteaux qui combattent dans l'eau. Le lendemain, les Turcs tentent à nouveau de détruire la palissade à l'aide de cabestans et de câbles manœuvrés depuis la rive qu'ils contrôlent ; mais cette tentative échoue également.
Entretemps, Hassan Pacha, le beylerbey d'Alger, arrive en renfort de l'armée ottomane avec environ 2 500 à 5 000 de ses hommes et 28 navires. Les nouveaux arrivants raillent l'armée turque pour être restée si longtemps en échec devant Saint-Elme. Mustafa leur permet de mener l'assaut suivant, prévu pour le 15 juillet, qui vise à enlever Senglea. La stratégie adoptée ce jour-là est celle d'une double attaque sur cette presqu'île : par la terre contre Saint-Michel et par la mer, grâce aux galères amenées depuis la rade de Marsamxett, contre la côte sud de Senglea. Hassan conduit les forces terrestres tandis que son lieutenant, Candelissa, mène l'assaut maritime. Du côté de Saint-Michel, l'attaque se heurte à la résistance des hommes du chevalier de Robles, le chef du piccolo soccorso. Pendant ce temps, du côté de la mer, les assaillants ont réussi à prendre pied sur le rivage. L'explosion subite d'un magasin de poudre situé près du bastion de la pointe de Senglea met à bas une partie des remparts et ouvre une brèche à l'attaque ottomane. Proches d'investir la place, les Turcs sont finalement repoussés grâce à l'arrivée de renforts accourus depuis Birgu par le ponton établi précédemment. Surveillant l'attaque, Mustafa décide alors d'ouvrir un troisième front en effectuant un nouveau débarquement sur la pointe de Senglea, côté nord, pour prendre à revers les défenseurs. À cet effet, un corps de 1 000 janissaires est préparé sur dix barques, prêt à intervenir. Les embarcations sont cependant anéanties avant d'avoir pu débarquer par une batterie dissimulée à fleur d'eau sous le château Saint-Ange. Un seul des dix navires parvient à regagner la côte, les neuf autres sombrent dans la baie de Marsa. L'attaque se poursuit donc sur les deux premiers fronts durant près de cinq heures, jusqu'à ce que Hassan, constatant l'étendue de ses pertes, près de 3 000 hommes, se résigne à sonner la retraite,.

#### Redoublement des bombardements et deuxième assaut général du 7 août

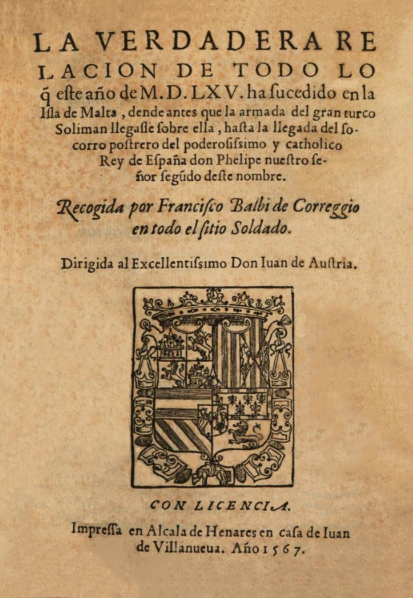
La chronique de Francisco Balbi, publiée en 1567, est la source principale sur les combats du grand siège.

Échaudé par cet échec, Mustafa Pacha s'en remet à une stratégie moins coûteuse en hommes que ce grand assaut frontal. Il décide de bombarder de façon continue les deux presqu'îles. Une fois les brèches ouvertes dans les remparts, les Turcs pourront donner l'assaut. Mustafa compte également sur la fatigue des défenseurs et sur l'épuisement de leurs provisions. Les forces ottomanes réalisent en même temps le blocus complet des deux presqu'îles : la flotte de Piyale Pacha qui croise au large empêche tout débarquement de renforts tandis que les forces terrestres et l'établissement de batteries complètent l'encerclement des chevaliers dans leurs retranchements.
Durant cette période, en l'absence de renforts venus de l'extérieur, le seul secours qui parvient aux assiégés est la nouvelle d'une indulgence plénière accordée par le pape à tous ceux qui seraient amenés à donner leur vie pour la défense de Malte. Jean de Valette se sert notamment de cet élément pour stimuler la volonté de résistance de la population civile maltaise.
Au matin du 2 août, la canonnade redouble d'intensité, elle est entendue jusqu'en Sicile à Syracuse et à Catane, prélude à un assaut turc ce même jour sur une brèche ouverte dans le fort Saint-Michel. Après cinq attaques repoussées en six heures, les Ottomans abandonnent les combats en début d'après-midi pour reprendre leur bombardement.
Le 7 août, Mustafa décide d'un nouvel assaut général, combiné sur Birgu et Senglea. Pendant que Piyali, à la tête de 3 000 hommes mène l'attaque sur Birgu et le bastion de Castille, Mustafa lui-même conduit 8 000 hommes contre Senglea et le fort Saint-Michel. L'assaut sur Birgu est repoussé avec peine par les défenseurs. À l'inverse, les troupes de Mustafa parviennent, à travers plusieurs brèches ouvertes dans Saint-Michel, à investir ce bastion et menacent directement Senglea. Les combats se poursuivent avec acharnement, la population civile participant également aux combats de défense de la cité, et les assaillants sont contenus avec peine. Attaquées chacune séparément, les deux presqu'îles ne peuvent se porter assistance. Mustafa lui-même mène l'assaut au milieu de ses troupes. Alors que la situation semble critique pour les défenseurs, la retraite est subitement ordonnée par Mustafa, averti de l'attaque du camp de Marsa par une force chrétienne. Craignant l'arrivée d'une armée de secours, Mustafa ramène toutes ses troupes pour défendre le camp, qu'il trouve dévasté mais sans traces d'aucune armée. De fait, le camp a subi l'attaque, à l'initiative de dom Mesquita, gouverneur de Mdina, du détachement de cavalerie réfugié dans la capitale de l'île. Les hommes de Mesquita, trouvant le camp peu défendu, y ont opéré un raid rapide, massacrant les blessés et les chevaux, incendiant les tentes et détruisant les provisions. Furieux de l'affront causé par une petite troupe d'hommes à cheval, tout autant que de l'occasion ratée sur Senglea, Mustafa jure de ne faire aucun quartier une fois l'île prise. Il renonce cependant à partir à l'assaut le jour même, conscient de la fatigue de ses hommes,.

#### Troisième assaut général du 18 au 20 août
Pendant les jours qui suivent, Mustafa Pacha décide de mettre en œuvre la sape des remparts pour aider l'artillerie dans son entreprise de démolition. Cette technique, impossible à mettre en place au fort Saint-Elme qui est construit sur du rocher, est bien plus adaptée aux remparts de Birgu, élevés sur de la terre. Les équipes de sapeurs turcs et égyptiens creusent des tunnels en vue de miner le rempart principal du bastion de Castille. Parallèlement, Mustafa fait construire une tour de siège qui va permettre, à l'aide d'un pont-levis surélevé, de déverser des assaillants par-dessus les murailles. Son nouveau plan d'attaque est le suivant : après avoir lancé une grande attaque sur Saint-Michel, une fois que les défenseurs de Birgu auraient passé le ponton pour porter secours à Saint-Michel, les Ottomans feraient sauter la mine située sous le bastion de Castille. La brèche ainsi ouverte permettrait aux soldats de Piyali de mener un nouvel assaut sur le bastion aux défenses affaiblies et délaissé par une partie de ses défenseurs, pendant qu'en même temps la tour de siège mènerait l'attaque sur une autre partie des remparts de Birgu. Le 18 août, les équipes de sapeurs annoncent que la mine est en place et qu'elle va permettre de faire écrouler le rempart.
Entretemps, le regroupement de l'armée de secours s'opère et, vers la mi-août, don Garcia fait parvenir un message à Jean de Valette promettant son arrivée à la tête d'une armée de 12 000 hommes, accompagnée de 4 000 soldats venus d'Italie. Les renforts sont promis pour la fin du mois d'août. La Valette, lui, ne croit plus aux promesses du vice-roi de Sicile et se résout à ne compter que sur ses propres forces.
Du côté des assaillants, le contingent des troupes d'élite est sérieusement diminué par les pertes subies depuis le début du siège. Les survivants, moins expérimentés, regimbent de plus en plus fréquemment à monter à l'attaque.
Au matin du 18 août, Mustafa fait avancer ses troupes sur Senglea et le fort Saint-Michel. Malgré l'intensité de l'assaut sur Senglea, Valette refuse de dégarnir les défenses de Birgu, où le travail de sape des Turcs est repéré, bien que son état d'avancement soit encore inconnu. Mustafa décide néanmoins de mettre son plan à exécution et ordonne la mise à feu de la mine située sous le rempart du bastion de Castille. Son explosion met à bas un pan de la muraille, brèche dans laquelle s'engouffrent les troupes de l'amiral Piyali. Face au désarroi de ses troupes, Valette prend alors lui-même les armes et décide de participer à la défense de Birgu. Après avoir battu en retraite, les Turcs reprennent l'assaut à la nuit tombée, sans parvenir à investir définitivement le bastion de Castille. L'assaut a néanmoins causé de lourdes pertes chez les défenseurs et les fortifications de Birgu sont sérieusement affaiblies.
Toute la journée du 19 août, les Ottomans reprennent l'attaque pour s'emparer de Saint-Michel et du bastion de Castille. La tour de siège est également avancée. Une sortie pour la détruire se solde par un échec et la mort du neveu de Valette, qui conduit l'attaque. Les défenseurs parviennent finalement à la mettre à bas par le tir de deux boulets reliés par une chaîne qui sectionne une partie de la base de la tour. Pendant ce temps, Mustafa tente également d'utiliser une sorte de bombe remplie de clous et autres projectiles pour décimer les défenseurs mais ces derniers parviennent à rejeter la bombe de l'autre côté des remparts avant son explosion. Durant cette journée, alors qu'il participe toujours aux combats, Valette est blessé à la jambe par l'explosion d'une grenade. Le 20 août, les combats continuent, tant contre Birgu que contre Senglea, sans que les forces ottomanes ne parviennent à forcer la décision.

#### Enlisement du siège
Devant le blocage de la situation, Mustafa Pacha commence à envisager la possibilité de passer l'hiver sur l'île. Passée la mi-septembre, l'armée n'aurait plus la possibilité de se retirer, la Méditerranée étant trop dangereuse pour la navigation des galères dès l'automne. L'amiral Piyale Pacha refuse catégoriquement cette éventualité, estimant que la rade de Marsamxet, trop exposée aux vents d’hiver et mal pourvue en infrastructures d’entretien des navires, ne saurait convenir pour accueillir la flotte turque. Les échecs répétés devant Birgu et Senglea, conjugués à la dysenterie qui sévit dans leurs rangs, entament de plus le moral des troupes ottomanes,. Du côté des défenseurs, après un nouvel assaut subi dans la journée du 23 août et devant l'état de délabrement des défenses, le Conseil de l'Ordre propose à Jean de Valette de se retirer dans le fort Saint-Ange, le seul qui soit encore intact. Valette ne cède pas. Saint-Ange étant trop petit pour abriter tous les défenseurs et les provisions nécessaires, le grand maître refuse d'abandonner les Maltais et Maltaises qui participent activement à la défense de l'île depuis le début du siège. Plus pragmatiquement, il est parfaitement conscient que sous le feu concentré d'un ennemi maître de Birgu et Senglea, Saint-Ange ne pourrait résister longtemps. Les assiégés, tant qu'ils parviennent à tenir Birgu et Senglea, obligent leurs assiégeants à disperser leurs forces, réduisant par là même l'efficacité de leurs bombardements et de leurs attaques,.

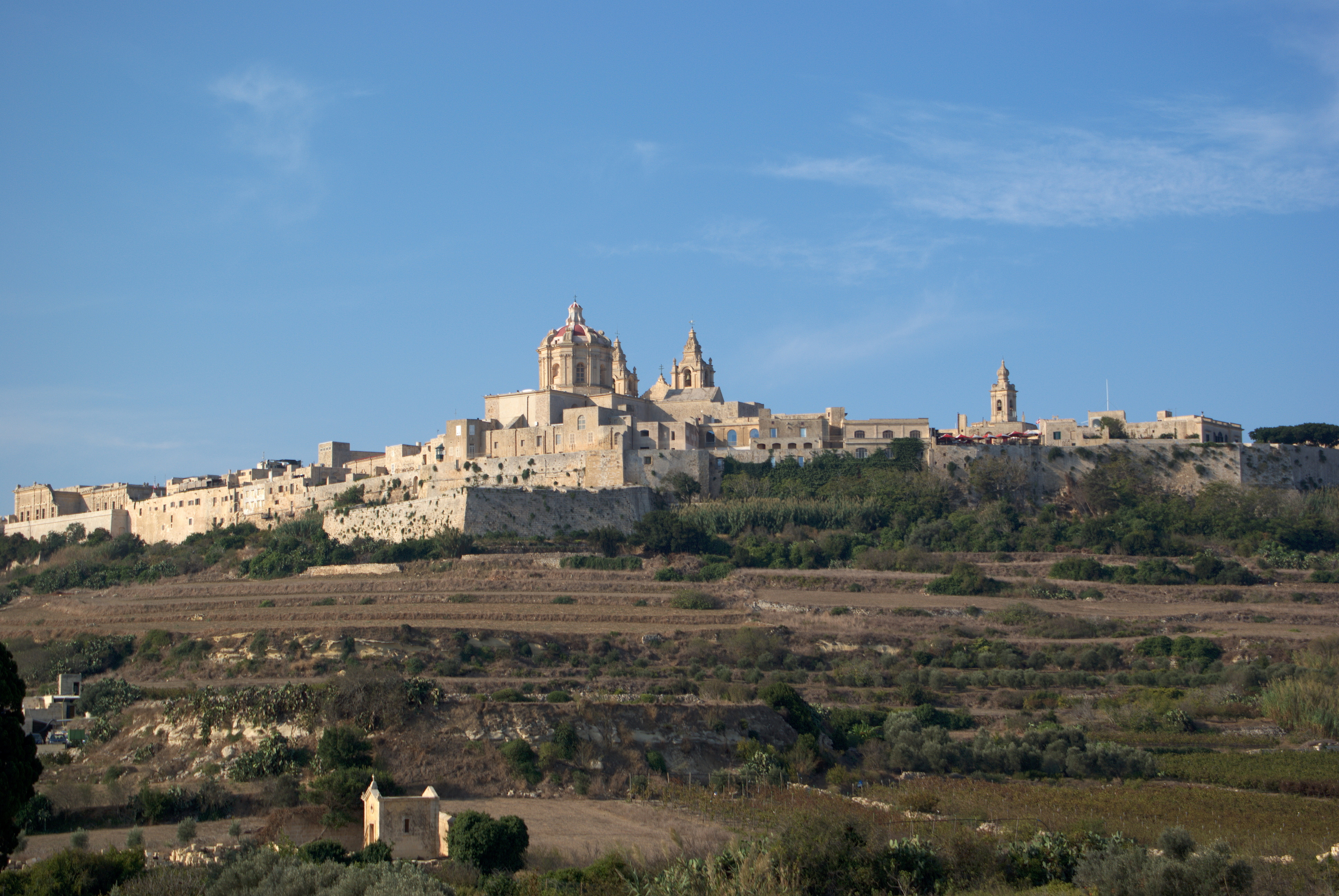
La ville de Mdina.

À la fin du mois d'août, l'armée turque commence à manquer de poudre, et certains canons deviennent inutilisables après plusieurs semaines d'utilisation intensive. Parallèlement, les vaisseaux chargés du ravitaillement depuis la Tunisie sont attaqués par les corsaires chrétiens et les vivres commencent à se faire rares. Face à cette situation fâcheuse, Mustafa envisage de se tourner vers Mdina, qui semble être un objectif facile, pour faire main basse sur les provisions de la ville et tirer le bénéfice d'un succès contre la capitale de l'île. La cité fortifiée de Mdina, située sur un promontoire rocheux, n'est défendue que par une faible garnison. Dom Mesquita, gouverneur de la place, décide de faire habiller et armer les nombreux paysans réfugiés dans la ville, et les poste sur les remparts pour faire croire à l'existence d'une garnison importante. Les soldats turcs, échaudés par la résistance de Saint-Elme, renoncent à prendre une place qui semble finalement bien défendue.
Le siège de Birgu et Senglea se poursuit notamment sous la forme d'une guerre de mines entre défenseurs et assaillants. Les Ottomans lancent néanmoins régulièrement des attaques contre le bastion de Castille et Saint-Michel.

#### Arrivée de l'armée de secours et retraite turque du 8 septembre
Pendant ce temps, à Messine, à la demande de Philippe II, don Garcia regroupe ses forces qui comprennent les fantassins du royaume de Naples. Le 25 août, le vice-roi prend la tête de l'armée de secours, dont les effectifs se montent à 8 000 hommes, et se dirige vers l'île de Linosa, à l'ouest de Malte, point de rencontre convenu entre les défenseurs et l'armée de secours. Après avoir essuyé une tempête, les 28 galères de don Garcia sont contraintes de faire relâche pendant quelques jours sur la côte ouest de la Sicile pour réparation. Le 4 septembre, la flotte reprend la mer et rejoint Linosa, avant de mettre les voiles sur Malte. Le dernier message envoyé par Jean de Valette informe le vice-roi que les Turcs tiennent Marsaxlokk et Marsamxett et indique les baies de Mellieħa ou de Mġarr pour un débarquement. Éparpillée par un coup de vent, la flotte n'arrive en vue de Gozo que le 6 septembre, sans avoir croisé la flotte turque également chassée par les vents. Le 7 septembre au matin, l'armée débarque sur la plage de Mellieħa. Don Garcia repart en Sicile avec les galères et la promesse de revenir sous une semaine avec de nouveaux renforts. Il laisse le commandement de l'armée à Ascanio de la Corna. En quittant l'île, la flotte chrétienne passe devant la baie de Marsa et salue la garnison de Saint-Ange, annonçant l'arrivée de l'armée de secours.

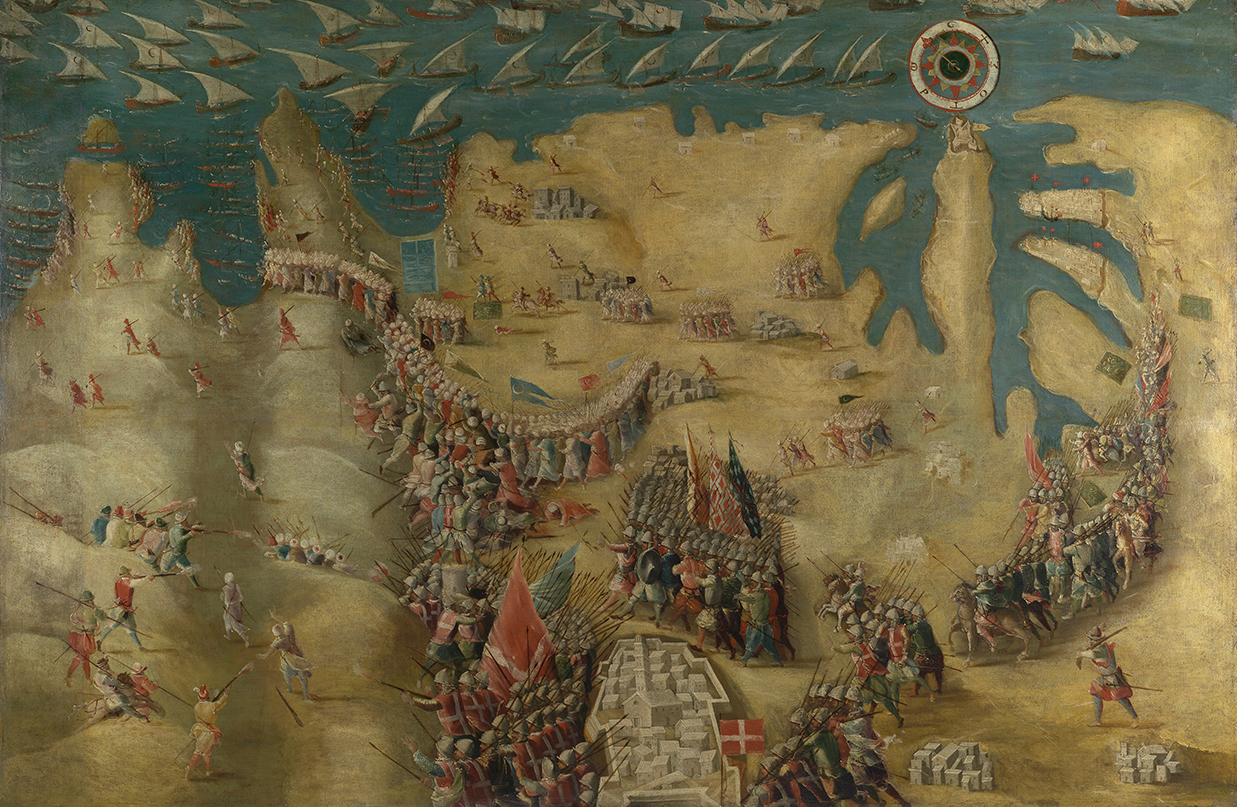
Fuite des Turcs d'après une fresque de Matteo Perez d'Aleccio.

Surestimant l'importance de l'armée chrétienne, Mustafa Pacha ordonne la levée du siège et le rembarquement des hommes. Le 8 septembre au matin, les hauteurs surplombant Birgu et Senglea sont désertes. Néanmoins, après avoir reçu les rapports de ses éclaireurs, il prend conscience de sa précipitation à lever le camp. L'armée de secours ne s'élève qu'à environ 6 000 hommes, principalement des tercios espagnols, loin des 16 000 annoncés initialement. Un conseil de guerre turc décide le débarquement immédiat des troupes pour prendre l'initiative du combat face aux forces chrétiennes récemment débarquées,.
Le 7 septembre au soir, La Corna, qui progresse avec prudence et ignore le rembarquement des Turcs, a établi son camp sur les hauteurs non loin du village de Naxxar.
Le lendemain, le 8 septembre, des messagers de Valette l'informent que l'armée turque, forte de 9 000 hommes a débarqué et se dirige vers lui pour un affrontement. Postés sur les hauteurs, les hommes de La Corna chargent les Ottomans qui arrivent à leur rencontre. Affaiblis par le long mois de siège et démoralisés par leurs échecs, les soldats turcs subissent une déroute et ne parviennent qu'à grand-peine à rejoindre la baie de Saint-Paul où les attendent les galères de l'amiral Piyale Pacha. À la tête de ses hommes, Mustafa manque d'être fait prisonnier. Le soir du 8 septembre, au terme d'un dernier affrontement lors du rembarquement de l'armée turque, l'ensemble de la flotte ottomane se regroupe au large de la baie de Saint-Paul et reprend la direction de Constantinople, abandonnant définitivement le siège de l'île,,.

## Bilan et conséquences
La défaite ottomane, au-delà des pertes humaines, n'a pas de conséquences militaires importantes. Il s'agit cependant là d'un des rares échecs militaires de Soliman le Magnifique. Faisant suite à de nombreuses défaites chrétiennes, comme la bataille de Djerba, cet échec prive cependant les Turcs d'une base à la position stratégique qui leur aurait permis de lancer de nombreux raids en Méditerranée occidentale.
Pour l'ordre des Hospitaliers de Saint-Jean de Jérusalem, la victoire sur les Ottomans lui confère un prestige immense dans la chrétienté et renforce son rôle de défenseur de la religion chrétienne face à l'expansionnisme musulman. Une ordonnance du grand maître Jean de Valette prescrit de célébrer avec une solennité particulière la fête de la Nativité de la Vierge (8 septembre) dans toutes les églises dépendant de l'Ordre, en action de grâces pour la victoire remportée sur les Turcs. Les fonds collectés à la suite de cette victoire permettent de relever les défenses de l'île qui ne sera jamais plus inquiétée par les envahisseurs turcs. Malgré quelques alertes au cours du XVIIe siècle, l'île n'est plus jamais attaquée, tandis que, au contraire, l'Ordre continue son activité de harcèlement contre les navires ottomans en Méditerranée.
Non décisive militairement, le retentissement considérable de cette victoire permet d'imposer durablement l'existence de l'Ordre aux puissances européennes.

### Bilan humain et matériel
Des deux côtés, le bilan humain est très lourd. Du côté turc, 30 000 ou 35 000 hommes ont perdu la vie sur l'île selon Francisco Balbi, qui ajoute « y compris Dragut et beaucoup d'hommes notables » venant de la Côte de Barbarie sous le commandement du bey d'Alger. Seuls 10 000 survivants parviennent à rejoindre Constantinople,. Du côté chrétien, à la fin du siège, Valette ne dispose plus que de 600 hommes valides : 250 chevaliers sont morts, de même que 2 500 mercenaires et plus de 7 000 Maltais.
Après le départ des Turcs, l'île est dévastée : de nombreux villages sont brûlés, la campagne pillée, les fortifications mises à bas et les villes de Birgu et Senglea en ruines. Les réserves d'eau et de nourriture sont épuisées et les caisses de l'Ordre vides, notamment après la distribution de récompenses aux mercenaires venus au secours de l'île.

### Attitude des Maltais
Lors de l'installation des Hospitaliers à Malte, la population locale, et notamment la noblesse, ne fait pas preuve d'un grand enthousiasme à leur égard. Les gentilshommes maltais se retirent majoritairement dans leurs palais de la cité de Mdina, se cantonnant à une relative indifférence vis-à-vis de ces Hospitaliers, dont l'arrivée leur est imposée par Charles Quint. Depuis la conquête de Malte par les Normands au XIe siècle et la fin de la domination aghlabide, l'île est régulièrement sujette aux attaques de corsaires musulmans. Dans les décennies qui précèdent le siège, Dragut effectue notamment plusieurs raids sur Malte, laissant l'île dévastée. À l'annonce de l'arrivée d'une armée turque, les Maltais, de confession majoritairement catholique, se rangent ainsi du côté des Hospitaliers. 3 000 à 4 000 Maltais se portent volontaires pour défendre Birgu et Senglea. Non professionnels, ces hommes se révèlent néanmoins d'une aide décisive pour les chevaliers et les mercenaires. Ils se mettent d'ailleurs particulièrement en évidence en se battant au couteau lors des spectaculaires combats dans l'eau contre les soldats turcs venus tenter de démonter le barrage maritime. Les Maltais, par leur connaissance des eaux de l'archipel et de la topographie de l'île, s'avèrent également indispensables pour la communication entre les différentes positions chrétiennes, comme entre Birgu et Mdina, ou même avec la Sicile, avec qui les communications ne seront jamais coupées durant toute la durée du siège. Certains Maltais s'illustrent comme espion et messager, notamment le fameux Toni Bajada qui deviendra une légende populaire maltaise encore vivace aujourd'hui. Tentant de créer des dissensions au sein des défenseurs, Mustafa Pacha propose, au cours du siège, aux Maltais de rendre les armes en échange d'un traitement équitable. Il compte pour cela sur la lassitude de la population civile et sur son inimitié pour les Hospitaliers, rapportée par ses espions. Il présume également d'une affinité de la population envers les Ottomans, du fait de la longue domination arabe sur l'île entre les IXe siècle et XIe siècle ; le maltais est par ailleurs un dialecte arabe. Son offre est ignorée par les autochtones, profondément attachés à la foi chrétienne. Aucun ne passe d'ailleurs à l'ennemi durant le siège de Birgu et Senglea. Enfin, en plus des volontaires qui combattent tous les jours aux côtés des chevaliers, l'ensemble de la population civile, femmes et enfants inclus, participe également à la défense des fortifications, en apportant des munitions aux soldats ou même en jetant projectiles, eau bouillante ou poix fondue sur les assaillants. Les femmes contribuent également aux soins des blessés. La contribution de la population locale est décisive dans la défense de l'île et Valette, reconnaissant sa valeur, refuse de l'abandonner pour se réfugier dans le château Saint-Ange. À la fin du siège, les paysans retrouvent néanmoins leurs terres dévastées comme jamais au cours des précédents raids des corsaires.

### Conséquences politiques

#### L'échec de Soliman
L'échec ottoman est incontestable, notamment du fait de la perte de nombreuses troupes d'élite. Furieux de la défaite de ses armées, Soliman se prépare à repartir en campagne contre Malte. Il annonce : « Mes armées ne triomphent qu'avec moi, au printemps prochain, je conquerrai Malte moi-même ». Soliman lance immédiatement les préparatifs pour une nouvelle expédition et, dès l'automne 1565, les arsenaux de Constantinople redoublent d'activité. Mais un incendie ravage les chantiers de construction au début de 1566, rendant impossible le lancement d'une attaque contre Malte au cours de cette année. Soliman décide alors de mener ses armées en Hongrie. Il meurt lors de cette campagne, au siège de Szigetvár à l'âge de 72 ans. Au cours de son long règne, Soliman, vainqueur lors de nombreuses campagnes en Afrique, en Asie et en Europe, n'a connu que deux échecs, devant Vienne en 1529 et à Malte en 1565. Son fils Sélim II lui succède, mais ce dernier ne lance aucune expédition immédiate contre Malte. La défaite navale de Lépante en 1571 tempère l'expansionnisme ottoman en Méditerranée occidentale et Malte ne sera plus inquiétée.

#### La gloire des Hospitaliers de l'ordre de Saint-Jean de Jérusalem

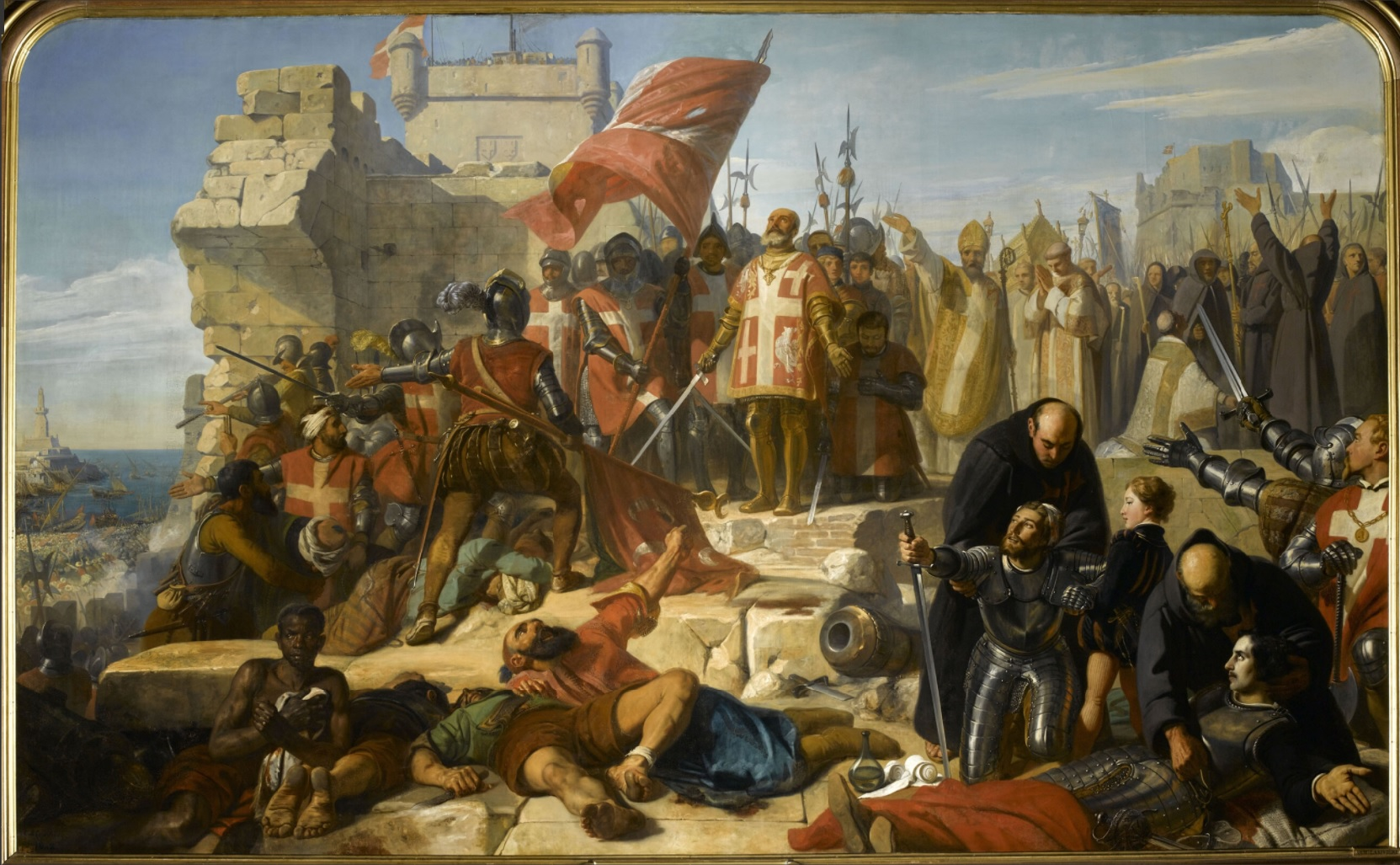
Levée du Siège de Malte (1843) par Charles-Philippe Larivière (1798-1876). Salles des Croisades, château de Versailles.

Pour les Hospitaliers, cette victoire revêt une importance considérable. L'Ordre aurait eu beaucoup de difficulté à se remettre de la perte successive de Rhodes, puis de Malte, en moins d'un demi-siècle. Grâce à cette victoire, la gloire et le prestige de l'Ordre sont assurés pour longtemps, une longue période de prospérité s'ouvre pour Malte. La victoire est annoncée à travers toute l'Europe, qui se passionne alors pour l'Ordre,. Elle est célébrée jusque dans l'Angleterre anglicane d'Élisabeth Ire, qui fait sonner les cloches des églises en signe de victoire.
Les deux cités de Birgu et Senglea sont renommées respectivement Vittoriosa, « la victorieuse » et Invitta, « l'invaincue », en hommage à leur résistance héroïque. De toute l'Europe affluent les messages de soutien à l'égard de l'Ordre et de nombreux souverains souscrivent à l'appel de fonds du grand maître pour relever les défenses de l'île. La personnalité du grand maître est notamment largement célébrée à travers l'Europe. Philippe II offre à La Valette une épée d'honneur de grande valeur en témoignage de son estime. Le pape propose au grand maître la dignité de cardinal que celui-ci refuse poliment, préférant se consacrer à la reconstruction de l'île. Jean de Valette, déjà âgé au moment du siège, meurt en 1568. Sa dépouille est enterrée dans la co-cathédrale Saint-Jean dans la cité qui porte son nom, La Valette.

### La reconstruction

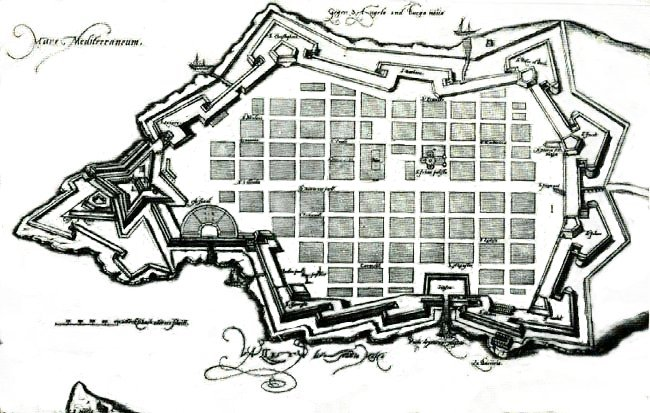
Reproduction de la carte de La Valette de D. Specle (1589). On remarque le fort Saint-Elme, en forme d'étoile à gauche, et l'organisation en damier des rues de la ville. La ville protège l'entrée de la baie de Marsa, en haut, et de la baie de Marsamxett, en bas.

À Malte, le roi Philippe II envoie 15 000 soldats pour protéger l'île le temps de relever ses fortifications. Grâce à l'argent qui afflue d'Europe sous forme de donations, Jean de Valette supervise la reconstruction.
Le grand siège de 1565 fait prendre conscience aux Hospitaliers de l'Ordre du côté illusoire d'un retour sur leur précédente île de Rhodes. Après cet évènement qui assure leur prestige, ils s'attachent dès lors pleinement à la protection de l'île sans aucun esprit de retour. Une nouvelle ville est édifiée sur la péninsule de Xiberras, l'humilissima civitas Valettae qui prend le nom du grand maître et dont la première pierre est posée le 28 mars 1566. N'ignorant rien des projets de Soliman de revenir rapidement sur l'île, Valette s'active. L'installation du couvent de l'Ordre sur les hauteurs de la péninsule, dans la nouvelle cité, permet d'interdire à l'artillerie ennemie l'installation sur cette position stratégique qui avait entraîné la chute de Saint-Elme. La position est, de plus, bien moins exposée que Birgu, commandée de tous côtés par les collines environnantes. De son côté, Saint-Elme est relevé et renforcé, tandis que les défenses de Birgu et Senglea sont reconstruites.
L'Ordre qui, avant le siège, avait quelque peu négligé la défense de l'île est alors animé par l'obsession d'un retour potentiel des Turcs. Plusieurs vagues de travaux, tout au long des XVIIe siècle et XVIIIe siècle, viennent systématiquement compléter et renforcer les défenses des cités massées autour de la baie de Marsa, jusqu'à en faire l'un des plus imposants ensembles fortifiés de l'époque moderne.

## Le siège dans l’imaginaire
Le grand siège, par le retentissement qu’il a eu, est resté dans les mémoires et a marqué durablement l’imaginaire des peuples riverains de la Méditerranée. On prête à Voltaire, écrivant deux siècles après les évènements, cette phrase : « Rien n’est plus connu que le siège de Malte ».
De nos jours, il est fréquemment décrit par Alain Blondy, historien spécialiste de la période, comme le « Verdun du XVIe siècle » ; son confrère Michel Fontenay le comparant lui à la bataille de Stalingrad à propos de l’écho qu’il eut dans la chrétienté de l’époque. Selon Fernand Braudel, il est « un des sommets dans la fièvre intérieure de l’Espagne », qui se manifeste dans la méfiance vis-à-vis des morisques, musulmans convertis au catholicisme en Espagne.
Les arts et les musées contribuent à maintenir cet épisode historique dans les mémoires. Les musées et la littérature agissent également dans ce sens. Deux salles du musée naval d’Istanbul, à Top-Hané, sont consacrées au grand siège.
En France, le château de Lacassagne, à Saint-Avit-Frandat (Gers) comporte une salle qui est la reproduction de la « Salle du Conseil suprême du Palais des Grands Maîtres de l’Ordre de Saint-Jean de Jérusalem », à La Valette. Quatorze grands tableaux, réalisés sur les lieux mêmes par des peintres de l’école italienne du XVIIe siècle, y relatent les différents épisodes du siège. Une quarantaine de cartouches, sur les poutres du plafond, représentent des paysages de Malte. Cette réplique fut commandée au XVIIe siècle par le propriétaire des lieux, Jean Bertrand de Luppé du Garrané, chevalier de Malte.
Le siège de Malte, écrit en 1570 par l'écrivain crétois Antoine Achélis, dans les années qui suivent les évènements, est un classique de la littérature grecque crétoise. Le poète et écrivain écossais Walter Scott a également écrit un roman intitulé Le Siège de Malte, en 1831-1832. Cette œuvre n'a été publiée qu'en 2008.
Le siège de Malte de 1565 est évoqué dans plusieurs œuvres modernes de fiction, comme le roman historique La Religion (The Religion, 2006) de Tim Willocks, qui raconte l'histoire du siège à travers les yeux d'un mercenaire de fiction, Mattias Tannhauser.